# 确山县
确山县位于中华人民共和国河南省南部，是驻马店市下辖的一个县。
确山县地处淮河北岸，西依桐柏、伏牛两山余脉，东眺黄淮平原，历史上被誉为“中原之腹地，豫鄂之咽喉”。汉朝置朗陵县，北魏安昌县移治朗陵城。隋朝时，安昌县改朗山县。宋朝时，改确山县。总人口約41万，总面积1600平方公里，平原、丘陵、山地各占三分之一，是国家扶贫开发工作重点县。
确山县为抗日英雄杨靖宇将军的故乡。

## 行政区划
确山县下辖3个街道办事处、10个镇：
盘龙街道、三里河街道、朗陵街道、竹沟镇、任店镇、新安店镇、留庄镇、刘店镇、瓦岗镇、双河镇、石滚河镇、李新店镇和普会寺镇。

## 人口
根據第七次人口普查數據，截至2020年11月1日零時，確山縣常住人口為403044人。

## 交通
- 107国道过境。

## 经济
目前縣內主力產業為小提琴製作，由農民李建明花25年心血打造，先後多次赴義大利學習最後成品反向打入義大利市場年產3萬多把小提琴，佔全中國小提琴產量40%。

### 特产
确山夏枯草：国家地理标志产品。产竹沟镇、瓦岗镇、石滚河镇、任店镇、李新店镇等5个乡镇。因加多宝、和其正、王老吉等大型凉茶生产企业广泛采用夏枯球作为其主要原料，得到很好的发展。

## 民俗
确山铁花，又叫打铁花，是确山县的大型民间传统焰火，起源于北宋年间。